# ウィリアム・リチャード・チェットウィンド
ウィリアム・リチャード・チェットウィンド閣下（英語: Hon. William Richard Chetwynd、1731年? – 1765年2月）は、グレートブリテン王国の政治家。第2代チェットウィンド子爵ジョン・チェットウィンドの息子で、1754年から1765年まで庶民院議員を務めた。父に先立ったため、爵位を継承することはなかった。

## 生涯
第2代チェットウィンド子爵ジョン・チェットウィンドの息子として、おそらく1731年に生まれた。1742年よりイートン・カレッジで教育を受けた後、1747年1月17日にオックスフォード大学コーパス・クリスティ・カレッジに入学した。
1753年3月13日、エリザベス・ウォラストン（ウィリアム・ウォラストンの娘）と結婚、1女をもうけた。
- イザベラ - ジョン・パーソンズ（John Parsons）と結婚[4]

1754年イギリス総選挙でチェットウィンド家が勢力を有するスタッフォード選挙区から出馬して当選、1761年イギリス総選挙で再選した。議会では1762年12月初に七年戦争の予備講和条約に賛成したとされ、グレンヴィル内閣期の一般逮捕状（general warrant）をめぐる採決で野党を支持した。
1765年2月に南フランスで父に先立って死去した。